# Усадьба Баташёва
Усадьба Баташёва — усадебный комплекс в центральной части Москвы, расположенный на Таганке, на Швивой горке, яркий памятник московского классицизма. Основные сохранившиеся части усадьбы: главное здание, два флигеля, церковь, служебные постройки и усадебный сад. Находится по адресу Яузская улица, дом 11, различные строения. Памятник архитектуры федерального значения.

## История
В 1798 году Иван Родионович Баташёв, русский промышленник и благотворитель, купил участок на Таганском холме и решил построить здесь дом.

Домом этот роскошный дворец можно назвать лишь по традиции. Размах блестящей разработанной композиции, богатство и одновременная уникальная самобытность отделки, тончайшая прорисовка деталей дают основания причислить дворец к числу лучших в Москве.

Автор проекта неизвестен. Руководство работами осуществлялось крепостным архитектором М. П. Кисельниковым, им же были выполнены и скульптурные украшения. Строительство велось на участке площадью в три гектара («шесть переулков»), представлявшем собой одно из крупнейших домовладений в тогдашней Москве.
Материалом построек служил оштукатуренный кирпич и белый камень. Главный дворец был украшен обширным шестиколонным портиком; цокольный этаж был обрустован. Главное здание соединялось с двумя флигелями, расположенными по бокам парадного двора, крытыми галереями (на сегодняшний день не сохранились). Северный фасад здания был украшен лоджией-ризалитом с крупными открытыми проёмами; интересно и замысловато решён наружный декор здания.
Оригинальное внутреннее убранство дворца сохранилось лишь частично: не пострадали декор вестибюля, убранство парадной лестницы. Также примечательна монументальная чугунная ограда с парадными воротами со стороны Яузской улицы, украшенными нишами, раковинами и фигурами львов. По своему изяществу ограда усадьбы, отлитая, вероятно, на Сноведском заводе Баташёвых, специализировавшемся на художественном литье, сравнима с решёткой петербургского Летнего сада.
5—7 сентября 1812 года здесь квартировал маршал Мюрат, отбыв потом на Горохово поле, во дворец графа Разумовского. Во время пожара 1812 года и грабежа Москвы французами усадьба значительно пострадала, особенно пристройки. После пожара была отремонтирована и частично перестроена. По окончании реконструкции, обошедшейся в 300 тыс. руб. серебром, и последовавшей в 1821 году смерти И. Р. Баташева, владелицей усадьбы стала его любимая внучка Дарья, супруга (1807) прославленного генерала Д. Д. Шепелева.
В 1825 году на время коронации Николая I усадьба была арендована для герцога Девонширского.
В дальнейшем дом перешёл во владение дочери Шепелевых Анны и её супруга Л. Г. Голицына. После смерти хозяев усадьба была продана московским властям, и в 1878 году здесь после переустройства, проведённого архитектором А. А. Мейнгардом, была открыта городская больница для чернорабочих (Яузская больница). В 1899 году на территории усадьбы возведена домовая церковь в честь иконы «Всех скорбящих Радость», соединяющаяся с главным зданием небольшим переходом.

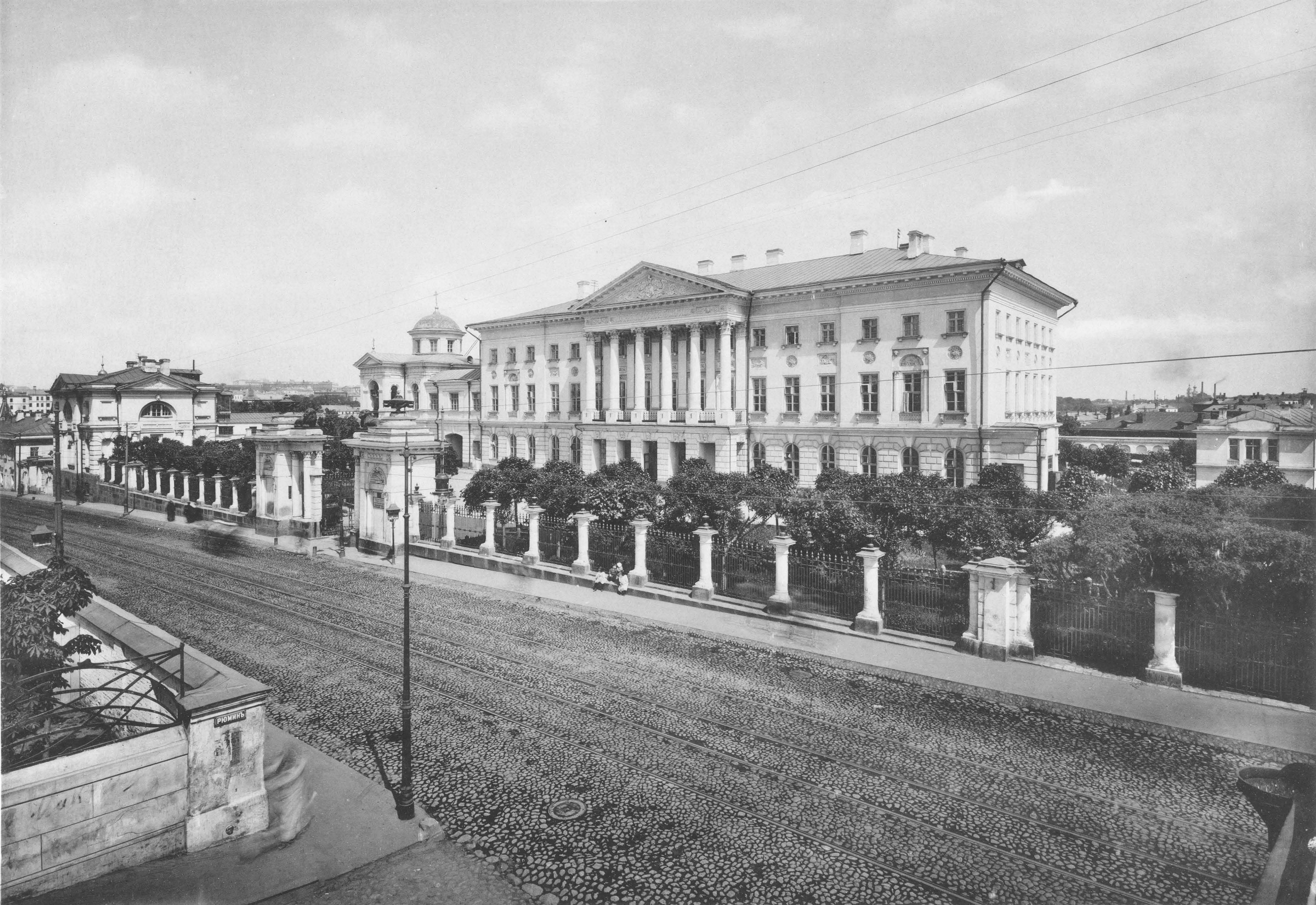
Яузская больница в 1913 году (на заднем плане видна домовая церковь)

В начале XX века дворец смотрелся совсем по-иному:
Боковые флигеля, решётка, ворота, дополняя и оттеняя главное здание, отодвинутое немного вглубь двора, прекрасны сами по себе. Каждая деталь — стройное архитектурное целое. <…> А главное здание — chef d’oeuvre его создателя. Пышный фронтон с высоко поднятыми колоннами так гармонирует с величественными размерами. <…> Всё здание, несмотря на грандиозность, поражает изумительной соразмерностью частей.

После революции 1917 года больница получила название «имени Всемедикосантруда», затем более упрощённое «больница имени Медсантруд» или просто «Медсантруд».
В 1920-х годах больница была ведомственной для ГПУ, на территории усадьбы осуществлялись расстрелы и захоронения (есть сведения, что в 1921—1926 годах здесь было захоронено около тысячи человек). В 1999 году на территории больницы был установлен камень с мемориальной доской в память жертв политических репрессий 1921—1926 годов, убитых и тайно похороненных в больничном парке.
С начала 1930-х годов больница была базой хирургической и терапевтической клиник медицинских институтов, здесь работали такие известные профессора-медики как И. В. Давыдовский, И. Г. Руфанов, И. Л. Фаерман, Б. Б. Коган и др. В годы Великой Отечественной войны, в 1943 году, именно здесь впервые в СССР начали применять антибиотик пенициллин.
В 1974 году возле больницы установлен памятник Ипполиту Давыдовскому. Авторами проекта являлись скульптор Ашот Сергеевич Аллахвердянц и архитектор Григорий Захаров.
В настоящее время в зданиях усадьбы расположена Городская клиническая больница им. И. В. Давыдовского. Больничная церковь по состоянию на 2006 год оставалась недействующей.
В 2017—2018 годах был разработан проект реставрации усадебного комплекса. В октябре 2018 года под предлогом «реставрации» были полностью спилены с опорных каменных столбов все звенья исторической металлической ограды усадьбы, металл которой под многими слоями покраски находился в превосходном состоянии, несмотря на свой двухсотлетний возраст, а вдоль периметра территории для маскировки этих неправомерных работ был растянут подготовленный заранее декоративный баннер.